# Cantonul Goderville
Cantonul Goderville este un canton din arondismentul Le Havre, departamentul Seine-Maritime, regiunea Haute-Normandie, Franța.

## Comune
| Comune                      | Populație (1999) | Cod poștal | Cod INSEE |
| --------------------------- | ---------------- | ---------- | --------- |
| Angerville-Bailleul         | 203              | 76110      | 76012     |
| Annouville-Vilmesnil        | 385              | 76110      | 76021     |
| Auberville-la-Renault       | 347              | 76110      | 76033     |
| Bec-de-Mortagne             | 615              | 76110      | 76068     |
| Bénarville                  | 193              | 76110      | 76076     |
| Bornambusc                  | 241              | 76110      | 76118     |
| Bréauté                     | 1 102            | 76110      | 76141     |
| Bretteville-du-Grand-Caux   | 1 134            | 76110      | 76143     |
| Daubeuf-Serville            | 322              | 76110      | 76213     |
| Écrainville                 | 1 031            | 76110      | 76224     |
| Goderville                  | 2 281            | 76110      | 76302     |
| Gonfreville-Caillot         | 262              | 76110      | 76304     |
| Grainville-Ymauville        | 392              | 76110      | 76317     |
| Houquetot                   | 289              | 76110      | 76368     |
| Manneville-la-Goupil        | 932              | 76110      | 76408     |
| Mentheville                 | 158              | 76110      | 76425     |
| Saint-Maclou-la-Brière      | 417              | 76110      | 76603     |
| Saint-Sauveur-d'Émalleville | 968              | 76110      | 76650     |
| Sausseuzemare-en-Caux       | 360              | 76110      | 76669     |
| Tocqueville-les-Murs        | 209              | 76110      | 76695     |
| Vattetot-sous-Beaumont      | 490              | 76110      | 76725     |
| Virville                    | 260              | 76110      | 76747     |